# کوه همد
کوه همد یک کوه در جیبوتی است که در منطقه عرتا واقع شده‌است. کوه همد ۱٬۱۰۳ متر بالاتر از سطح دریا واقع شده‌است.